# Agrypnus herczigi
Agrypnus herczigi is een keversoort uit de familie kniptorren (Elateridae). De wetenschappelijke naam van de soort werd voor het eerst geldig gepubliceerd in 2007 door Platia & Schimmel.